# 中川裕雄
中川 裕雄（なかがわ やすお、1935年〈昭和10年〉1月2日 - 2024年〈令和6年〉10月1日）は、アンリツの元社長。宮城県出身。

## 略歴
宮城県古川高等学校卒業。1958年に山形大学工学部電気工学科を卒業し、安立電気（現・アンリツ）に入社。1991年に取締役、1995年6月に専務に就任。
翌年6月、菅居紳至のあとを受けて61歳で社長に昇格。海外部門の再編成に注力し、1国に複数のグループ企業が所在していた状態を1国1社に整理した。
2000年6月に退任して会長。社長の後任には塩見昭が就いた。2001年4月に藍綬褒章を受章。
2024年10月1日に死去。89歳没。